# Marco 9

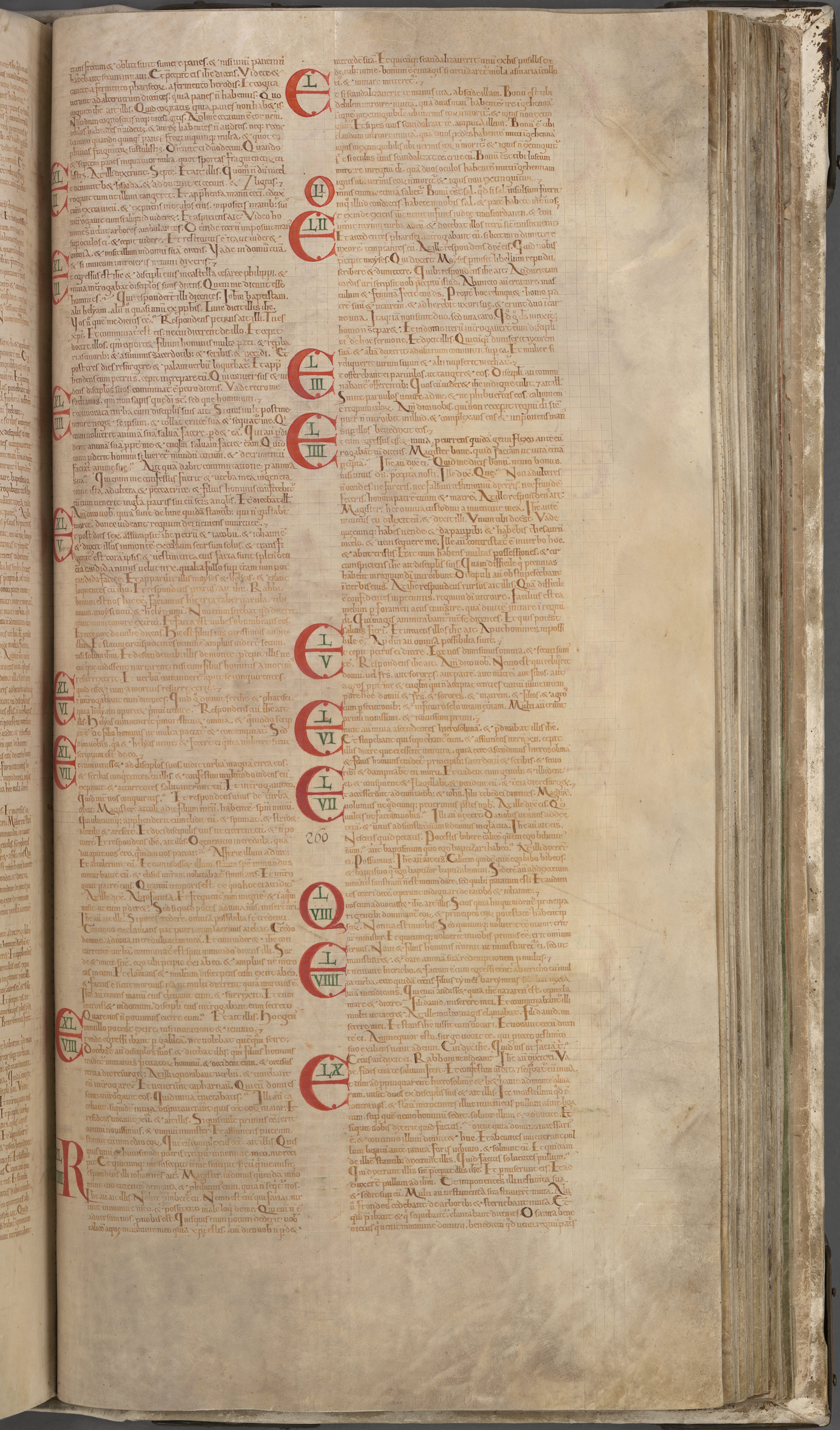
Marco 8,13–11,10 nel Codex Gigas (XIII secolo)

Marco 9 è il nono capitolo del vangelo secondo Marco nel Nuovo Testamento. Questo capitolo inizia con la predizione di Gesù: "In verità vi dico: vi sono alcuni qui presenti, che non morranno senza aver visto il regno di Dio venire con potenza". Il capitolo parla quindi della trasfigurazione di Gesù, di una guarigione e degli insegnamenti di Gesù sul ritorno di Elia, sull'umiltà e sulla tentazione.

## Testo
Il testo originale venne scritto in greco antico. Questo capitolo è diviso in 50 versetti.

### Testimonianze scritte
Tra le principali testimonianze documentali di questo capitolo vi sono:
- Codex Vaticanus (325-350)
- Codex Sinaiticus (330-360)
- Codex Bezae (~400)
- Codex Alexandrinus (400-440)
- Codex Ephraemi Rescriptus (~450)

## Luoghi
Gli eventi raccontati in questo capitolo hanno luogo "su un alto monte" (tradizionalmente inteso come il Monte Tabor), in un villaggio vicino, in Galilea ed a Cafarnao. Dal monte Tabor a Cafarnao vi sono circa 50 km.

## Versetto 1
In verità vi dico: vi sono alcuni qui presenti, che non morranno senza aver visto il regno di Dio venire con potenza
Lo studioso anglicano Edward H. Plumptre ha fatto notare come questo verso vada letto con la parte finale di Marco 8 e suggerisce che l'attuale divisione dei capitoli del vangelo abbia voluto più che altro collegare questo passo alla successiva trasfigurazione di Gesù come compimento di quanto qui esposto.
A cosa Gesù si riferisca esattamente quando parla di regno di Dio è stato a lungo dibattuto. Tale affermazione segue immediatamente il discorso di Gesù "... quando verrà nella gloria del Padre coi suoi angeli." (Marco 8, 38) nel capitolo precedente. Questo potrebbe semplicemente riferirsi alla trasfigurazione, ma alcuni studiosi hanno riferito questo discorso alla seconda venuta, un evento atteso e non ancora verificatosi. Tale sfumatura prende corpo anche sulla base di quanto contenuto nell'Apocalisse di Giovanni di Patmos sulla seconda venuta di Cristo. Altri hanno interpretato questa frase di Gesù come un riferimento alla sua risurrezione e/o sull'avvento del cristianesimo. L'episodio è registrato anche nel vangelo di Matteo (16,28) ed in quello di Luca (9,27). Matteo aggiunge anche la frase "... e quindi ricompenserà ciascuno sulla base di quanto fatto".

## La Trasfigurazione

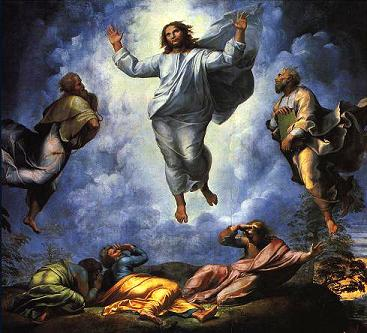
La Trasfigurazione (1520) di Raffaello

Passarono sei giorni e Gesù prese con sé Pietro, Giacomo e Giovanni su un alto monte, che molti pensano essere stato il monte Tabor. Improvvisamente le vesti di Gesù divennero "...  splendenti, bianchissime: nessun lavandaio sulla terra potrebbe renderle così bianche." (Marco 9,3) e Elia e Mosè apparvero in cielo. I discepoli rimasero attoniti (per la prima volta Marco usa il termine Rabbi) e chiedono che offerta dovranno fare per questo. Una nuvola li ricopre e una voce pronuncia "Questi è il Figlio mio prediletto; ascoltatelo!" (Marco 9,7), la medesima "voce dal Cielo" udita quando Gesù venne battezzato in Marco 1 (Marco 1,11) ma ora Marco pone Pietro, Giacomo e Giovanni come testimoni di questo evento. Elia e Mosè scompaiono e il gruppo scende dalla montagna. Sulla via del ritorno, Gesù dice loro di mantenere il segreto di quanto accaduto per loro sino a quando il Figlio dell'Uomo non sarà risorto dai morti. Gli apostoli sono confusi ma non chiedono chiarimenti. Gli chiedono solo di Elia e Gesù risponde:
Sì, prima viene Elia e ristabilisce ogni cosa; ma come sta scritto del Figlio dell'uomo? Che deve soffrire molto ed essere disprezzato. Orbene, io vi dico che Elia è già venuto, ma hanno fatto di lui quello che hanno voluto, come sta scritto di lui. (Marco 9, 12-13)
Era infatti credenza comune per gli ebrei che Elia sarebbe riapparso dopo la venuta del Messia, come predetto nel Libro di Malachia, 4. Matteo 17,13 riporta che i tre credevano che Gesù potesse essere comparabile a Elia o a Giovanni il Battista. L'imprigionamento e la morte del Battista (Marco 6,17-29) era infatti comparata alla persecuzione di Elia da parte di Jezebel (1 Re 19,2-3). Mosè può essere visto come il depositario della legge antica e Elia come il rappresentante dei profeti.
L'intero passaggio ha eco in Esodo 24, dove le nuvole coprono il monte Sinai per i sei giorni in cui Mosè rimane su di esso per ricevere i dieci comandamenti.
Il testo originale greco usa la parola metamorphothe che è stata tradotta in latino come Trans Figura, ovvero il cambiamento dell'aspetto di un corpo.

## Il ragazzo indemoniato
Scesi dal monte, Gesù e i suoi si incontrano con gli altri discepoli che stanno discutendo con alcuni scribi in mezzo alla folla. Col ritorno di Gesù, la folla rimane meravigliata dalla sua presenza suggerendo come il suo aspetto "mantenesse ancora le tracce della sua trasfigurazione".
Gesù chiede alla folla "Di cosa state discutendo?" (v. 16) e un uomo narra di aver portato con sé il proprio figlio perché posseduto affinché Gesù lo guarisca. Il ragazzo è affetto da uno spirito muto che però gli fa emettere "schiuma, digrigna i denti e si irrigidisce" - sintomi dell'epilessia. L'uomo dice di essersi rivolto ai suoi discepoli per guarirlo nell'attesa che egli tornasse, ma che questi non sono stati in grado di guarirlo. Gesù disse "O generazione incredula! Fino a quando starò con voi? Fino a quando dovrò sopportarvi? Portatelo da me". Quando il padre implora Gesù "se possibile" di fare qualcosa, Gesù stesso replica "Se tu puoi! Tutto è possibile per chi crede", e l'uomo dice subito dopo "Io credo. Aiutami nella mia incredulità!" (v. 24) Gesù guarisce il ragazzo; poco dopo, in privato, i discepoli gli chiedono come mai loro non fossero riusciti a guarirlo, ed egli dice "Questa specie di demòni non si può scacciare in alcun modo, se non con la preghiera" (v. 29).

## Predizione della crocifissione
Gesù ancora una volta parla ai suoi del Filio dell'Uomo che sarà tradito, ucciso e dopo tre giorni risorgerà dai morti. Questa è la seconda volta che Gesù predice la propria Passione nel vangelo di Marco, sebbene nella sua prima predizione non vi fosse alcun riferimento ad un tradimento. Il teologo Marvin Vincent ha notato come la parola greca "ἐδίδασκεν" (edidasken) esprima correttamente ciò che Gesù stesse facendo in quel momento: Stava insegnando, espressione che è la continuazione di "iniziò a insegnare" presente in Marco 8,31.
I discepoli di Gesù continuano a non capire il significato delle parole del loro maestro ma sono spaventati e gli chiedono chiarimenti. William Robertson Nicoll ha notato come "essi abbiano già sentito queste parole in precedenza, e non abbiano dimenticato il fatto, e il loro maestro pensano abbia parlato questa volta troppo esplicitamente perché loro possano avere dei dubbi ulteriori. Quello che ignorano è il perché". Gli scettici hanno classificato questa affermazione di Gesù come un vaticinium ex eventu, ovvero un qualcosa di aggiunto successivamente per avvalorare la tesi della risurrezione. Studiosi come Raymond E. Brown, invece, credono che "la difficoltà nel cassare queste predizioni è esemplificata in Marco 9,31 dove si possono ben notare tutte le paure e le vecchie tradizioni della religione ebraica."

## Insegnando a Cafarnao
Tornando a Cafarnao, in una casa, Gesù chiede ai suoi discepoli di cosa stessero parlando per strada. Il gruppo rimane in silenzio perché essi hanno capito che egli ha inteso il motivo di invidia sui tre discepoli che Gesù ha portato con sé sul monte e gli altri nove sono rimasti ai piedi del monte, non riuscendo nemmeno a guarire il ragazzo indemoniato. Gesù che già conosce la risposta, ad ogni modo, convoca tutti i dodici, si siede con loro (καθίσας, kathisas, indica che Gesù prese "la sua cattedra", esattamente come fa un insegnante coi suoi scolari) e li istruì:
Se uno vuol essere il primo, sia l'ultimo di tutti e il servo di tutti.
Prende un bambino (v. 36) tra le braccia e dice "Chi accoglie uno di questi bambini nel mio nome, accoglie me; chi accoglie me, non accoglie me, ma colui che mi ha mandato".
Giovanni riporta di essere dovuto intervenire durante la sua assenza in quanto un uomo scacciava dei demoni pur non essendo del loro gruppo, ma Gesù risponde "Non glielo proibite, perché non c'è nessuno che faccia un miracolo nel mio nome e subito dopo possa parlare male di me. Chi non è contro di noi è per noi" (Marco 9,40). In Matteo 12,30 ed in Luca 11,23 il testo è "Chi non è con me, è contro di me" personalizzando ancor di più la frase sulla figura di Gesù. I discepoli ragionevolmente invece pensavano che si dovesse essere parte della cerchia di Gesù per essere utili al suo progetto salvifico.
A questo punto Gesù da una delle condanne del peccato più dure di tutto il vangelo:
Chi scandalizza uno di questi piccoli che credono, è meglio per lui che gli si metta una macina da asino al collo e venga gettato nel mare. Se la tua mano ti scandalizza, tagliala: è meglio per te entrare nella vita monco, che con due mani andare nella Geenna, nel fuoco inestinguibile. Se il tuo piede ti scandalizza, taglialo: è meglio per te entrare nella vita zoppo, che esser gettato con due piedi nella Geenna. Se il tuo occhio ti scandalizza, cavalo: è meglio per te entrare nel regno di Dio con un occhio solo, che essere gettato con due occhi nella Geenna, dove il loro verme non muore e il fuoco non si estingue. Perché ciascuno sarà salato con il fuoco. Buona cosa il sale; ma se il sale diventa senza sapore, con che cosa lo salerete? Abbiate sale in voi stessi e siate in pace gli uni con gli altri. (Marco 9,42-50)

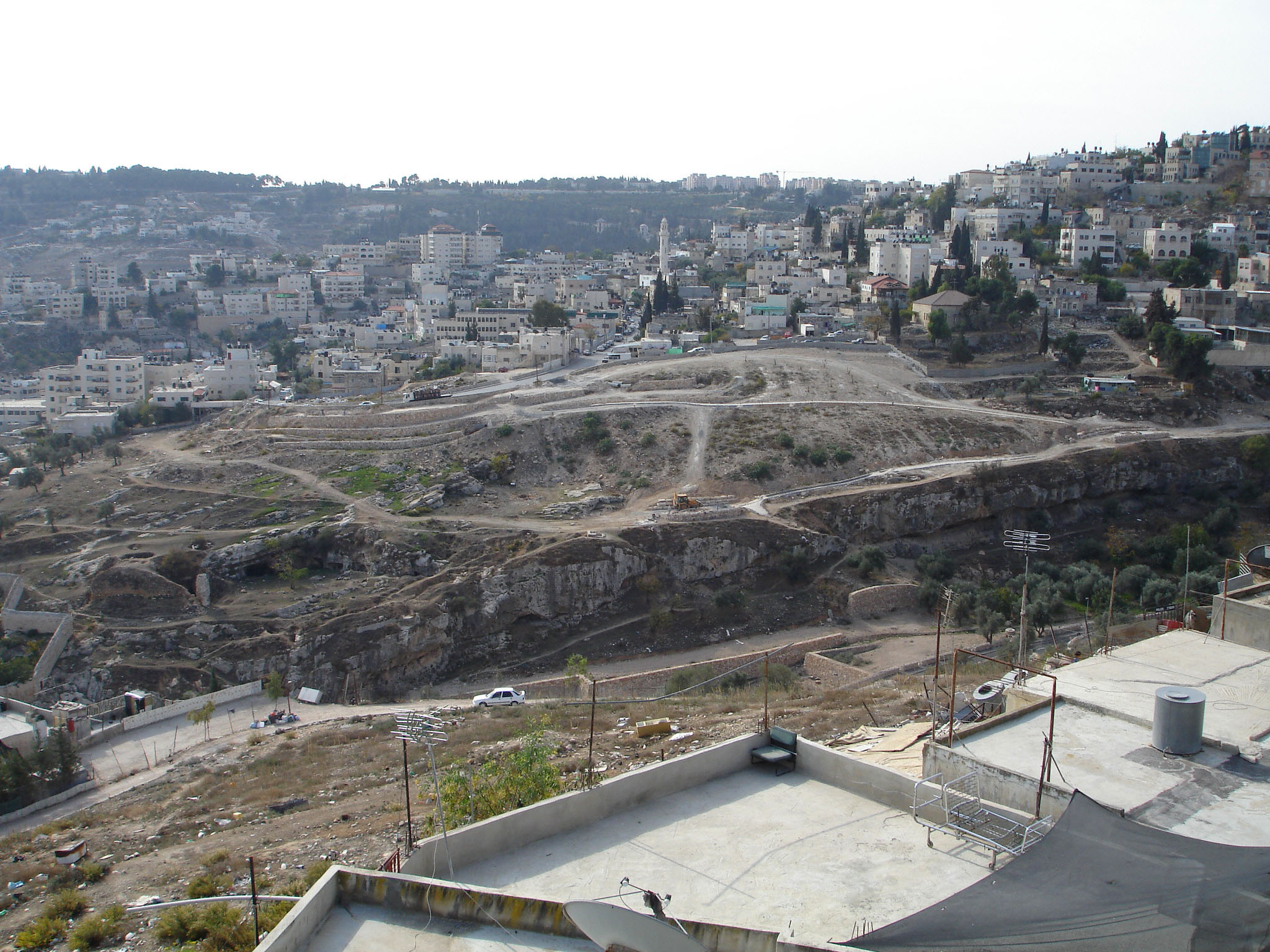
La valle dell'Hinnom a Gerusalemme

Il testo riporta il verso finale del libro di Isaia:
"E quando gli adoratori usciranno, verranno i cadaveri degli uomini che si son ribellati a me; poiché il loro verme non morrà, e il fuoco non si estinguerà; e saranno in orrore ad ogni carne.".
Il Pulpit Commentary osserva come i corpi gettati nell'inferno "non possono essere nel contempo bruciati dal fuoco e divorati dai vermi".
Il manoscritto originale utilizza il termine "τὴν γέενναν" (tēn geennan) Gehenna al posto di Inferno. La Gehenna era una discarica a cielo aperto che in antichità si trovava appena fuori Gerusalemme, nella valle dell'Hinnom, dove venivano bruciati i corpi dei criminali insieme alla spazzatura. La valle prese il nome da un uomo chiamato Hinnom che ne era proprietario, il quale si era reso colpevole di aver sacrificato i propri figli a dei pagani nell'antichità e per quello quella terra era divenuta sconsacrata.
Cosa sia esattamente il "sale" a cui Gesù fa riferimento, non è chiaro. Il sale è tradizionalmente visto come elemento di purezza, ma il sale ha anche proprietà distruttive e viene usato per conservare i cibi. Alcuni studiosi hanno interpretato il sale come "ciò che da gusto alla vita", ovvero il "sale" degli insegnamenti di Gesù. Esso può essere inteso anche come una metafora del sale richiesto per i sacrifici a Dio come descritto in Levitico 2,11-13 o come il "sale" di cui si fa poi riferimento nella lettera ai Romani 12.